# Словарь терминов механики разрушения
В данной статье приводятся термины, используемые в механике разрушения.
| # A B C D E F G H I J K L M N O P Q R S T U V W X Y Z     |
| А Б В Г Д Е Ё Ж З И К Л М Н О П Р С Т У Ф Х Ц Ч Ш Щ Э Ю Я |

## В
Вязкость разрушения ({\displaystyle \mathbf {K} _{c}})
Характеристика способности материала сопротивляться началу движения и развитию трещин при механических и других воздействиях.

## К
Коэффициент интенсивности напряжений ({\displaystyle \mathbf {K} })
Масштабный коэффициент, используемый в линейно-упругой механике разрушения для описания увеличения приложенного напряжения в вершине трещины известного размера и формы. В начале быстрого распространения трещины в любой структуре, содержащей трещину, коэффициент называется критическим коэффициентом интенсивности напряжений или вязкостью разрушения. Индексы справа внизу используются для обозначения условий нагрузки.
Коэффициент концентрации напряжений
Умножающий коэффициент для приложенного напряжения, который учитывает присутствие концентратора типа выреза или отверстия; равняется отношению наибольшего напряжения в области концентратора к номинальному напряжению для всего участка. Также называется теоретическим коэффициентом концентрации напряжений.
Критерий Гриффитса
Условие хрупкого разрушения для самопроизвольного распространения одиночной трещины в линейно-упругом теле: «Разрушение произойдет тогда, когда при бесконечно малом удлинении трещины будет выделяться больше упругой энергии, чем это требуется для удельной энергии образования новых поверхностей». По принципу Гриффитса существующая в теле трещина станет лавинообразно распространяться, если высвобождение энергии упругой деформации на единицу длины трещины превзойдет работу на разрыв связей, то есть при выполнении условия:{\displaystyle -dU/dl>dA/dl} или {\displaystyle dP/dl>dA/dl}, где {\displaystyle P} — энергия деформации, {\displaystyle A} — работа на разрыв связей, {\displaystyle l} — длина трещины, {\displaystyle U} — энергия упругой деформации.
Критерий предельного раскрытия трещины
Критерий, предложенный Дагдейлом и независимо от него Михаилом Леоновым: предполагается, что распространение трещины или разрушение происходит тогда, когда раскрытие трещины превышает критическую величину. В случае применения линейно-упругой механики разрушения критерий раскрытия трещины эквивалентен критерию, связанному с понятиями КIc и GIc. Критерий позволяет вычислить усилие, при котором происходит разрушение (силовой критерий разрушения). Другими словами, это означает, что если решения соответствующей задачи теории упругости не существует, то рассматриваемая трещина является неустойчивой, то есть вызывает разрушение.

## М
Магистральная трещина
Трещина, протяженность которой превосходит размеры структурных составляющих материалов и областей самоуравновешенных напряжений и по поверхностям которой произойдет деление образца на части.

## Т
Трещина
Полость, образованная без удаления материала двумя соединенными внутри тела поверхностями, которые при отсутствии в нём напряжений удалены друг от друга на расстояния, во много раз меньше протяженности самой полости.
Трещиностойкость
см. Вязкость разрушения.

## Э
Энергия деформации
Энергия, вносимая в тело при его деформировании. При упругом характере деформации носит потенциальный характер и создает поле напряжений. В случае пластической деформации частично диссипирует в энергию дефектов кристаллической решетки и в конечном итоге рассеивается в виде тепловой энергии.

## J
J-интеграл
Математическое выражение, линейный или поверхностный интеграл, который включает в себя фронт трещины от одной поверхности трещины до другой, используемый для характеристики вязкости разрушения материала имеющего до разрушения заметную пластичность. J-интеграл устраняет необходимость в описании поведения материала вблизи вершины трещины, рассматривая локальное распространение напряжений и деформаций вблизи фронта распространения трещины; существует критическое значение J-интеграла, необходимое для начала роста зарожденной трещины.